# El Gavilán, Puebla
El Gavilán är en ort i Mexiko.   Den ligger i kommunen Tlacotepec de Benito Juárez och delstaten Puebla, i den sydöstra delen av landet, 180 km sydost om huvudstaden Mexico City. El Gavilán ligger 1 950 meter över havet och antalet invånare är 166.
Terrängen runt El Gavilán är varierad. Runt El Gavilán är det ganska glesbefolkat, med 28 invånare per kvadratkilometer. Närmaste större samhälle är San Marcos Tlacoyalco, 1,2 km norr om El Gavilán. Trakten runt El Gavilán består i huvudsak av gräsmarker.